# Neuroeducação
Neuroeducação é um campo interdisciplinar que combina a neurociência, psicologia e educação para decifrar processos cognitivos e emocionais que originem melhores métodos de ensino e currículos.
As pesquisas e iniciativas de neuroeducação têm crescido muito no mundo, nos últimos anos, e tenta usar descobertas sobre aprendizagem, memória, linguagem e outras áreas da neurociência cognitiva para informar os educadores sobre as melhores estratégias de ensino e aprendizagem. Cada vez mais, os professores querem e precisam saber sobre como os seus alunos aprendem e memorizam as informações ensinadas. Os neurocientistas, por outro lado, querem saber como essas indagações dos professores podem sugerir novas pesquisas em neurociência.
Outra linha de abordagem em neuroeducação é compreender quais e como os distúrbios e doenças nervosas e mentais podem afetar o aprendizado dos alunos. e como os professores podem colaborar com outros profissionais para ajudar a identificar problemas em sala de aula, de modo a enfrentá-los com novos métodos de educação especial para a inclusão social dos seus alunos afetados.
Assim, a neuroeducação engloba o estudo de doenças comuns ou raras, tais como:
- Dislexia
- Discalculia
- Gagueira
- Transtorno do déficit de atenção e hiperatividade
- Disfunção cerebral mínima
- Deficiência intelectual
- Transtornos do desenvolvimento psicológico
- Dificuldades de aprendizagem
- Deficiências da visão e audição
- Lesão cerebral
- Dispraxia
- Transtornos mentais como depressão, ansiedade, etc
- Doenças sistêmicas com comprometimento cognitivo, como anemia, mixedema, desnutrição e outros

## História
A neuroeducação é um campo muito recente sob esse nome, mas o conceito e as publicações iniciais que tentaram construir uma ponte entre a neurociência e a educação foram feitas por Herbert Henry Donaldson (1857-1938), um neurologista, que escreveu um livro em 1895 intitulado The Growth of the Brain: A Study of the Nervous System in Relation to Education' (O Crescimento da Cérebro: Um Estudo do Sistema Nervoso em Relação à educação, e Reuben Post Halleck (1859-1936), um educador, que escreveu em 1896 um livro intitulado 'The Education of the Central Nervous System: A Study of Foundations, Especially of Sensory and Motor Training' (A Educação do Sistema Nervoso Central: Um Estudo de Fundações, em Especial do Treinamento Sensorial e Motor) [3]